# 李安 (明朝)
李安，南京鳳陽府懷遠縣（今安徽省懷遠縣）人，明朝军事人物，安平伯。李遠之子。
李安继承其父李遠的爵位。洪熙元年，担任交阯參將，因失律被贬為事官。之后跟随王通放弃交阯返回，被下狱并夺去世券，被贬至赤城。明英宗即位后，起任为都督僉事。之后征讨阿臺朵兒只伯，后升任都督同知，担任總兵，镇守松潘。正统六年，担任定西伯蔣貴的副将征讨麓川。蔣貴命其驻守潞江護餉，而自己帅部队破敌。李安耻于自己无功，听闻高黎貢山有余贼，自己率兵去征讨，却被败，损失上千士兵，都指揮趙斌等战死。李安于是被下诏入狱，謫戍獨石，后去世。